# 鄭兼才
鄭兼才（1758年—1822年），字文化，號六亭，福建泉州府德化縣南鄉人，清朝官員、學者。曾參與過《續修臺灣縣志》的編纂，為此辭退升為知縣的機會。

## 生平
鄭兼才於乾隆五十四年（1789年）成為拔貢生，後考充正藍旗官學教習，而後在嘉慶三年（1798年）銓授為閩清教諭。嘉慶三年（1798年）戊午科福建鄉試第一（解元），後來改任安溪教諭。嘉慶九年（1804年）調為臺灣縣教諭。
在擔任臺灣縣教諭期間，他先是在嘉慶十年（1805年）十一月蔡牽進犯鹿耳門時，受命協助防守城池，次年議請續修臺灣縣志。《續修臺灣縣志》於嘉慶十二年（1807年）三月開始編纂後不久，鄭兼才因先前的軍功而在該年四月調為江西長寧知縣，但他認為編纂志書之事不能中斷，遂辭退不就，等到初稿完成，方內渡請咨，以教職會試。
其後曾在嘉慶十四（1809年）、嘉慶十九年（1814年）兩度任職建寧教諭，後在嘉慶二十五年（1820年）再調臺灣縣學教諭。道光元年（1821年）他參考當時一同參與《續修臺灣縣志》編輯工作的謝金鑾所做的改訂稿，出版了《續修臺灣縣志》增修補刻本（道光鄭補本）。次年卒於官。

## 著作
除了參與《續修臺灣縣志》的編纂外，鄭兼才尚著有《六亭文集》、《宜居集》、《愈瘖錄》等書。

## 其他
臺南市文化資產重道崇文坊上，有鄭兼才所寫的楹聯，內容是「功在聖門雅望長存奕世，名旌天府高風永著千秋。 戊午科解元榮陞知縣前臺灣縣學教諭鄭兼才拜題」。